# تصادفات شاد
تصادفات شاد (به انگلیسی: Happy Accidents) فیلمی محصول سال ۲۰۰۰ و به کارگردانی برد اندرسون است. در این فیلم بازیگرانی همچون وینسنت دن آفریو، مریسا تومی، نادیا داجانی، ریچارد پورتنو، آنتونی مایکل هال، هالند تیلور، ژوزه زونیگا، شان گولت، تامارا جنکینس، توا فلدشو، لری فسندن و مایک مک‌گلون ایفای نقش کرده‌اند.